# Discogs
Discogs (discogs.com), abreviação para discografias, é um website e banco de dados de informação sobre discos, incluindo itens promocionais, comerciais e discos não oficiais, conhecidos como piratas. Os servidores do discogs.com são de propriedade de "Zink Media, Inc." e estão alocados em Portland, Oregon, EUA.
Discogs é um dos maiores banco de dados online de música e o maior banco de dados no que se refere a vinis. Dentre todos os formatos e gêneros, mais de 8 milhões de itens estão catalogados. Também estão catalogados mais de 4.900.000 artistas e 1 milhão de gravadoras. O site tem por volta de 200.000 visitantes por dia.

## História
Discogs.com iniciou suas atividades em Outubro de 2000, (o domínio foi registrado em 30 de agosto de 2000) por Kevin Lewandowski - programador, DJ e fã de música - originalmente como um banco de dados de música eletrônica.
Ele se inspirou no sucesso de outras comunidades com Slashdot, eBay e Open Directory Project e decidiu usar este modelo para um banco de dados com discografias.
O objetivo original do site era construir o mais compreensivo banco de dados de música eletrônica, organizado por artistas, gravadoras e itens disponíveis naquele gênero. Em 2003 todo o sistema Discogs foi completamente reescrito (Versão 2) e em Janeiro de 2004 começou a aceitar outros gêneros, inicialmente o hip-hop. Em 30 de Junho de 2004, Discogs publica suas primeiras estatísticas com alegados 15.788 contribuidores e 260.789 itens. Na página inicial do Discogs há a informação indicando o número de itens, gravadoras e artistas já listados no banco de dados.
Desde então, se expandiu para incluir rock e jazz em Janeiro de 2005, funk/soul, latin e reggae em Outubro daquele mesmo ano e em Janeiro de 2006 blues e itens não musicais, como por exemplo discos de piadas ou sons da natureza. Em 2006 o número de itens no banco de dados ultrapassa a marca de 500.000.
Em 20 de Julho de 2007 um novo sistema para vendedores foi introduzido no site chamado Market Price History que disponibiliza aos usuários (mediante o pagamento de uma taxa) o valor pelo qual determinado item foi vendido. Ao mesmo tempo a taxa de $12 por ano para usuários "avançados" foi abolida.

### Milestones
O Discogs publica informações indicando o número de lançamentos, gravadoras e artistas em seu banco de dados, assim como seus contribuidores:
| Data                   | Lançamentos (Masters) | Lançamentos | Artistas     | Gravadoras   | Contribuidores | Notas |
| ---------------------- | --------------------- | ----------- | ------------ | ------------ | -------------- | --- |
| 30 de junho de 2004    | desconhecido          | 260.789     | desconhecido | desconhecido | 15.788         | Na metade de 2004 lançamentos passam a marca de 250.000.                                                           |
| 2006                   | desconhecido          | 500.000+    | desconhecido | desconhecido | desconhecido   | Em 2006 lançamentos passam a marca de meio milhão.                                                                 |
| 25 de julho de 2010    | desconhecido          | 2.006.878   | 1.603.161    | 169.923      | desconhecido   | Na metade de 2010 lançamentos passam a marca de 2 milhões.                                                         |
| 4 de março de 2014     | desconhecido          | 4.698.683   | 3.243.448    | 576.324      | 185.283        | Na metade de 2014 gravadoras tinham ultrapassado a marca de meio milhão.                                           |
| 11 junho de 2014       | desconhecido          | 4.956.221   | 3.375.268    | 612.264      | 194.432        | Na metade de 2014 lançamentos passavam de 5 milhões.                                                               |
| 26 de dezembro de 2014 | desconhecido          | 5.505.617   | 3.638.804    | 680.131      | 215.337        | No final de 2014 contribuidores passaram a marca de 200.000.                                                       |
| 30 de maio de 2015     | desconhecido          | 6.001.424   | 3.874.147    | 743.267      | 237.967        | Na metade de 2015 lançamentos ultrapassam a marca de 6 milhões.                                                    |
| 31 de março de 2016    | 1.001.012             | 7.005.177   | 4.455.198    | 892.271      | 281.579        | No começo de 2016 lançamentos ultrapassam a marca de 7 milhões e master releases ultrapassam a marca de um milhão. |
| 19 janeiro de 2017     | 1.120.336             | 8.049.341   | 4.854.378    | 1.014.930    | 329.366        | No começo de 2017 lançamentos ultrapassam a marca de 8 milhões, e gravadoras ultrapassaram a marca de um milhão.   |

## Sistema de Contribuição
Os dados no Discogs vêm de submissões contribuídas por usuários com contas registradas no site. O sistema passou por 4 grandes revisões.

### Versão Um (V1)
Existiam um grupo de usuários com privilégios, chamados moderadores ou "mods", escolhidos pelos gerenciadores do site, que votavam para que essas contribuições fossem aceitas ou rejeitadas. Um grupo menor de usuários, chamados editores, com privilégios mais elevados, aprovavam certas mudanças na informação existente.

### Versão Dois (V2)
Esta versão introduziu o conceito de "limites de submissões", para evitar que novos usuários submetessem mais do que 2 ou 3 itens por vez. O número de submissões possíveis por um usuário crescia em escala logarítmica. O propósito disto era: 1) manter o número de submissões suficientemente pequeno para que os moderadores votassem e 2) permitir ao novo usuário se ambientar com as regras de formatação impostas pelo site. Qualquer submissão requeria dois votos "sim" para ser aceito.

### Versão Três (V3)
"Limites de submissões" foram eliminados, permitindo ao usuário submeter ilimitado número de atualizações ou novos itens. Novos itens adicionados ao banco de dados eram marcados explicitamente como "Não Moderados".

### Versão Quatro (V4)
A partir de 10 de Março de 2008 novas submissões e edições têm efeito imediatamente. A qualquer momento um novo item adicionado ou antigos itens editados, são marcados como "precisa de votos". Não existem mais moderadores ou editores. Qualquer usuário pode contribuir, inserindo novos itens, novas informações ou editando as informações já existentes, em um formato bem parecido com a Wikipédia.